# Unterseeboot 633
L'Unterseeboot 633 ou U-633 est un sous-marin allemand (U-Boot) de type VIIC utilisé par la Kriegsmarine pendant la Seconde Guerre mondiale.
Le sous-marin est commandé le 15 août 1940 à Hambourg (Blohm & Voss), sa quille est posée le 22 septembre 1941, il est lancé le 10 juin 1942 et mis en service le 30 juillet 1942, sous le commandement de l'Oberleutnant zur See Bernhard Müller.
Il coule attaqué par un navire côtier américain, en mars 1943.

## Conception
Unterseeboot type VII, l'U-633 avait un déplacement de 769 tonnes en surface et 871 tonnes en plongée. Il avait une longueur totale de 67,10 m, un maître-bau de 6,20 m, une hauteur de 9,60 m et un tirant d'eau de 4,74 m. Le sous-marin était propulsé par deux hélices de 1,23 m, deux moteurs diesel Germaniawerft M6V 40/46 de 6 cylindres en ligne de 1 400 cv à 470 tr/min, produisant un total de 2 060 à 2 350 kW en surface et de deux moteurs électriques BBC GG UB 720/8 de 375 cv à 295 tr/min, produisant un total 550 kW, en plongée. Le sous-marin avait une vitesse en surface de 17,7 nœuds (32,8 km/h) et une vitesse de 7,6 nœuds (14,1 km/h) en plongée. Immergé, il avait un rayon d'action de 80 milles marins (150 km) à 4 nœuds (7,4 km/h; 4,6 milles par heure) et pouvait atteindre une profondeur de 230 m. En surface son rayon d'action était de 8 500 milles nautiques (soit 15 700 km) à 10 nœuds (19 km/h). 
L'U-633 était équipé de cinq tubes lance-torpilles de 53,3 cm (quatre montés à l'avant et un à l'arrière) qui contenait quatorze torpilles. Il était équipé d'un canon de 8,8 cm SK C/35 (220 coups) et d'un canon antiaérien de 20 mm Flak. Il pouvait transporter 26 mines TMA ou 39 mines TMB. Son équipage comprenait 4 officiers et 40 à 56 sous-mariniers.

## Historique
En phase d'entraînement à la 5. Unterseebootsflottille jusqu'au 28 février 1943, il rejoint sa formation de combat dans la 9. Unterseebootsflottille.
L'U-633 quitte Kiel pour sa première et dernière patrouille de guerre le 20 février 1943. Il navigue dans l'Atlantique Nord (GIUK) entre l'Islande et les Îles Féroé.
Le 6 mars 1943, l'U-405, du groupe Ostmark, repère le convoi SC-121. Les U-Boote attaquent le convoi par très mauvais temps dans l'Atlantique nord. Les Allemands remportent la plupart de leurs succès contre les navires isolés du convoi à cause de la tempête.
Le convoi avait appareillé de New York le 23 février, à destination de Liverpool (arrivée le 14 mars). Les attaques commencent le 2 mars, les U-Boote coulent deux engins de débarquement et douze navires marchands. L'U-633 coule quant à lui un navire marchand britannique de 3 921 tonneaux, le 8 mars.
Quatre heures plus tard, l'U-633 coule à son tour dans l'Atlantique Nord à la position 58° 21′ N, 31° 00′ O, par des charges de profondeur du navire côtier américain USCGC Spencer (WPG-36) (en).
Les quarante-trois membres d'équipage meurent dans cette riposte.

## Affectations
- 5. Unterseebootsflottille du 30 juillet 1942 au 28 février 1943 (Période de formation).
- 9. Unterseebootsflottille du 1er mars 1943 au 8 mars 1943 (Unité combattante).

## Commandement
- Oberleutnant zur See Bernhard Müller du 30 juillet 1942 au 8 mars 1943.

## Patrouille
|       | Commandant            | Départ          | Départ | Arrivée     | Arrivée | Jours    | Succès  |
| ----- | --------------------- | --------------- | ------ | ----------- | ------- | -------- | ------- |
| 1     | Oblt. Bernhard Müller | 20 février 1943 | Kiel   | 8 mars 1943 | Coulé   | 17 jours | 3 921   |
| Total | Total                 | Total           | Total  | Total       | Total   | 17 jours | 3 921 t |

Note : Oblt. = Oberleutnant zur See

### Opérations Wolfpack
L'U-633 opéra avec les Rudeltaktik (meute de loups) durant sa carrière opérationnelle.
- Neuland (4-6 mars 1943)
- Ostmark (6-10 mars 1943)

## Navires coulés
L'U-633 coula 1 navire marchand de 3 921 tonneaux au cours de l'unique patrouille (17 jours en mer) qu'il effectua.
| Date        | Nom   | Nationalité | Tonnage | Convoi | Fait  | Localisation         |
| ----------- | ----- | ----------- | ------- | ------ | ----- | -------------------- |
| 8 mars 1943 | Guido | Royaume-Uni | 3 921   | SC-121 | Coulé | 58° 08′ N, 32° 20′ O |